# 2498 Tsesevich
2498 Tsesevich је астероид главног астероидног појаса са средњом удаљеношћу од Сунца која износи 2,919 астрономских јединица (АЈ).
Апсолутна магнитуда астероида је 12,0.